# H7N7亜型
H7N7亜型（えいちなな えぬなな あがた）はオルトミクソウイルス科に属するA型インフルエンザウイルスの亜型の1つである。高病原性と低病原性の株がある。
H7N7は人間、トリ、豚、アシカ、馬などに感染するほか、実験室ではネズミにも感染が確認された。広範囲の宿主に感染する人獣共通感染症であるため、パンデミックを引き起こす可能性がある。

## 歴史
2003年、オランダでは幾つかの農場で家禽に流行したことに続いて89人がH7N7インフルエンザウイルスに感染していることが確認され、1人の死亡が報告されている。オランダ政府の最終的な公式報告によると250人以上から抗体が見付かった。この流行を調査した論文によると、感染の規模は以下のようなものだった。
2006年8月、オランダ中部バルネフェルトの養鶏所で行われた定期検査によって、低病原性H7N7が確認された。予防的措置として、バルネフェルトとその近郊の養鶏所で25000羽の鶏が処分された。
2008年6月、高病原性H7N7が英国グロスタシャー州シェニントンで確認された。おそらく以前から存在していた低病原性の変種から発生したと考えられている。「多数の鳥が死亡したのは6月2日だが、その2週間前から死亡率の増加、卵の生産の低下が記録されていた。6月4日にH7N7と確認された」という。
2009年10月、高病原性H7N7がスペインのグアダラハラ県で確認された。香港政府はスペインからの鶏肉の輸入の一時停止を発表した。

## 関連図書
- Du Ry van Beest Holle M, Meijer A, Koopmans M, de Jager CM (1 December 2005). “Outbreak report: Human-to-human transmission of avian influenza A/H7N7, The Netherlands, 2003”. Euro Surveill. 10 (12):  584.
- How the Virus Spread from Poultry to People and Pigs
- “Early bird flu warning for Dutch”. BBC News: Panorama. (2005年11月6日)
- Comparison of Four H7n7 Avian Influenza Viruses Associated with Infection and Disease in Humans
- WHO
- Fouchier RA, Schneeberger PM, Rozendaal FW, et al. (February 2004). “Avian influenza A virus (H7N7) associated with human conjunctivitis and a fatal case of acute respiratory distress syndrome”. Proc. Natl. Acad. Sci. U.S.A. 101 (5):  1356–61. doi:10.1073/pnas.0308352100. PMC 337057. PMID 14745020.